# Big Leaguer
Big Leaguer is een Amerikaanse dramafilm uit 1953 onder regie van Robert Aldrich.

## Verhaal
John Lobert heeft een belangrijk trainingskamp in Florida voor beloftevolle honkbalspelers. Dit jaar komt zijn nichtje Christy langs. Zij heeft een oogje op Adam Polachuk, een van de honkballers.

## Rolverdeling
| Acteur             | Personage         |
| ------------------ | ----------------- |
| Edward G. Robinson | John Lobert       |
| Vera-Ellen         | Christy           |
| Jeff Richards      | Adam Polachuk     |
| Richard Jaeckel    | Bobby Bronson     |
| William Campbell   | Julie Davis       |
| Carl Hubbell       | Zichzelf          |
| Paul Langton       | Brian McLennan    |
| Lalo Rios          | Chuy Aguilar      |
| Bill Crandall      | Tippy Mitchell    |
| Frank Ferguson     | Wally Mitchell    |
| John McKee         | Dale Alexander    |
| Mario Siletti      | Mijnheer Polachuk |
| Al Campanis        | Zichzelf          |
| Bob Trocolor       | Zichzelf          |
| Tony Ravish        | Zichzelf          |